# الجبة (الرجم)

تعديل مصدري - تعديل

الجبة هي إحدى قرى عزلة العزكي بمديرية الرجم التابعة لمحافظة المحويت، بلغ تعداد سكانها 224 نسمة حسب تعداد اليمن لعام 2004.